# Kasteel Piedboeuf
Het Kasteel Piedboeuf is een kasteel, gelegen in het tot de gemeente Luik behorende Jupille-sur-Meuse, aan Rue Charlemagne 47.
Het kasteel werd gebouwd in 1862 en werd in 1878 in gebruik genomen door de Congregatie van Onze-Lieve-Vrouw. Dezen lieten in 1880 links ervan een neogotische vleugel aanbouwen. Het kasteel is gebouwd in neoclassicistische stijl.
Opgenomen in dit geheel is een indrukwekkende vierkante toren, de zogenoemde Tour Charlemagne, opgetrokken in blokken kolenzandsteen en kalksteen en waarschijnlijk stammend uit de 13e eeuw. Van deze toren is enkel de noordzijde (straatzijde) zichtbaar. In de 17e eeuw werden hoekbanden toegevoegd en in de 19e eeuw werden er wijzigingen in de vensters aangebracht.
De zusters huisvestten een middelbare school (Institut Notre-Dame) in het pand. In 1990 werd het instituut verwoest door brand, en daarna herbouwd, waarbij tevens een moderne traverse tot stand kwam.